# 새해의 종소리
《새해의 종소리》(중국어 간체자: 新年的钟声, 정체자: 新年的鐘聲, 병음: Xīnnián de zhōng shēng 신녠더중성[*], 한자음: 신년적종성, 영어: New Year's Bell)는 중국의 걸 그룹 SNH48의 열 번째 미니 음반이다. 2015년 12월 28일에 발매됐다. 수록곡 중 〈너에게〉는 SNH48의 멤버인 이자아이의 자작곡이자 중국어 오리지널 곡이다.

## 노래가 사용되는 곳
너에게
- 《SNH48 소녀의 바벨탑》 주제가.

## 수록곡
전체 작사: 간스자 (중국어 개사 #1), 상해성사파(중국어 개사 #2 ~ #5), 아키모토 야스시(#1 ~ #5), 이자아이 (#6)
| #            | 제목                             | 작곡              | 편곡         | 음악가 | 재생 시간 |
| ------------ | -------------------------------- | ----------------- | ------------ | ------ | --------- |
| 1.           | 〈새해의 종소리〉 (新年的钟声)   | 와타나베 카즈노리 |              | 5:11   |           |
| 2.           | 〈Green Flash〉 (绿光)           | Carlos K.         | 팀SII        | 4:29   |           |
| 3.           | 〈빵과 버터〉 (面包和奶油)       | 쿠사노 요시히로   | 팀NII        | 5:23   |           |
| 4.           | 〈DU-DU BABY〉                   | Zenith            | 팀HII        | 3:15   |           |
| 5.           | 〈달리는 소녀〉 (奔跑的少女)     | 오다 테츠로       | 팀X          | 4:00   |           |
| 6.           | 〈너에게〉 (给你)                | 이자아이          | 이자아이     | 4:33   |           |
| 7.           | 〈새해의 종소리〉 (Instrumental) | 와타나베 카즈노리 |              | 5:11   |           |
| 8.           | 〈Green Flash〉 (Instrumental)   | Carlos K.         |              | 4:29   |           |
| 9.           | 〈빵과 버터〉 (Instrumental)     | 쿠사노 요시히로   |              | 5:23   |           |
| 10.          | 〈DU-DU BABY〉 (Instrumental)    | Zenith            |              | 3:15   |           |
| 11.          | 〈달리는 소녀〉 (Instrumental)   | 오다 테츠로       |              | 4:00   |           |
| 12.          | 〈너에게〉 (Instrumental)        | 이자아이          |              | 4:33   |           |
| 총 재생 시간 | 총 재생 시간                     | 총 재생 시간      | 총 재생 시간 | 53:42  |           |

| #  | 제목                                  | 재생 시간 |
| -- | ------------------------------------- | --------- |
| 1. | 〈너에게 (뮤직 비디오)〉 (《給你》MV) |           |

특전
- 생사진 1장
- 악수권 1장
- 가사 책 1권

## 선발 멤버

### 새해의 종소리
(센터: 리위치, 장위거)
- 팀SII: 다이멍, 리위치, 모한, 추신이, 장위거
- 팀NII: 황팅팅, 쥐징이, 리이툼, 완리나, 이자아이
- 팀HII: 하오완칭, 류중란, 류페이신
- 팀X: 사오쉐충, 쑹신란, 장단싼

### Green Flash
(센터: 리위치, 장위거)
- 팀SII: 천관후이, 천쓰, 다이멍, 장윈, 쿵샤오인, 리위치, 모한, 첸베이팅, 쑨루이, 쉬천천, 쉬자치, 쉬쯔쉬안, 위안위전, 장위거
- 팀SII / 팀X: 우저한

### 빵과 버터
(센터: 완리나)
- 팀NII: 둥옌윈, 펑신둬, 궁스치, 황팅팅, 허샤오위, 쥐징이, 뤄란, 린쓰이, 루팅, 리이퉁, 멍웨, 탕안치, 완리나, 이자아이, 자오웨, 쩡옌펀

### DU-DU BABY
(센터: 천이신)
- 팀HII: 천이신, 하오완칭, 리더우더우, 류중란, 류페이신, 리칭양, 왕바이숴, 왕루, 우옌원, 쉬한, 셰니, 쉬이런, 쉬양위줘, 양후이팅, 장신

### 달리는 소녀
(센터: 사오쉐충)
- 팀X: 천린, 펑샤오페이, 리징, 리자오, 사오쉐충, 쑹신란, 쑨신원, 왕자링, 왕수, 왕샤오자, 셰톈이, 양빙이, 옌밍쥔, 양윈위, 장단싼, 장윈원

### 너에게
- 팀NII: 이자아이